# Кван, Розамунд
Розамунд Кван (англ. Rosamund Kwan, иер. упр. 關之琳; род. 24 сентября 1962, Гонконг) — гонконгская актриса.

## Биография
Розамунд родилась 24 сентября 1962 года в Гонконге в семье актёров. Её отец Гуань Шань, актёр Shaw Brothers, снимавшийся в кино с конца 50-х, а мама Чеунг Бинг-Сай.
Впервые на телевидении Розамунд появилась в конце 70-х в сериале канала ATV «Agency 24». В 1982 году в возрасте 19 лет она снялась в одной из главных ролей в боевике «Охотник за головами» совместно Чоу Юн-Фатом. А уже в 1984 году Розамунд появилась уже сразу в трёх лентах: В том числе в романтической комедии «Прекрасный принц» она сыграла вместе с Чери Чунг и Мэгги Чун.
Настоящая известность пришла к ней в 1985-м году, когда она появилась в фильмах с Джеки Чаном и Саммо Хуном, снявших её в своих главных фильмах «золотой эры» гонконгского кинематографа. Такие фильмы, как «Мои счастливые звезды 2» (1985), «Экспресс миллионеров» (1986), «Проект А: Часть 2» (1987), «Доспехи бога» (1987) имели огромный успех в прокате и стали известными на Западе.
В 1991 году Розамунд сыграла роль «Тринадцатой тёти» в ещё одном популярном и популярном фильме «Однажды в Китае». На этот раз её партнёром по фильму выступил Джет Ли. Героиня актрисы появлялась в серии фильмов ещё несколько раз.
В девяностые годы Розамунд продолжает активно сниматься в кино, сыграв одни из ведущих ролей в известных картинах: «Спаситель души 2» (1992), «Меченосец 2» (1992), «Жиголо и шлюха 2» (1992), «Волшебный журавль» (1993), «Все хорошо, что хорошо кончается 2» (1993), «Клинок ярости» (1993), «Наложница великого завоевателя» (1994), «Кровный враг» (1995), «Король приключений» (1996).
Во второй половине 90-х она делает перерыв в съёмках. В начале 2000-х ненадолго вернувшись и снявшись в нескольких фильмах, Розамунд окончательно уходит из кино.

## Личная жизнь
В 1981 году вышла замуж за финансового магната Криса Вонг Квок Синга, брак продлился девять месяцев. В 1982 году они расстались.
В 2014 годуо вышла замуж за тайваньского бизнесмена Пьера Чена. В 2015 году было объявлено, что брак расторгнут.

## Избранная фильмография
| Год  |   | Русское название                                        | Оригинальное название                         | Роль                     |
| ---- | - | ------------------------------------------------------- | --------------------------------------------- | ------------------------ |
| 2006 | ф | Руки в волосах                                          | Zuo tou                                       | Aini                     |
| 2002 | ф | Спецагент                                               | Wai See Lee: Lam huet yan                     | Fong Tin Ai              |
| 2002 | ф | Могучее дитя                                            | Chuet sai hiu B                               | Sabrina                  |
| 2001 | ф | Китайские похороны                                      | Da wan                                        | Lucy                     |
| 1997 | ф | Американские приключения                                | Wong fei hung VI: Sai wik hung see            | 13th Aunt                |
| 1996 | ф | Король приключений                                      | Mo him wong                                   | Monica Kwan / Cammy      |
| 1996 | ф | Спасибо за любовь                                       | ½ Chi tung chong                              | Li Lam-Lam               |
| 1995 | ф | Героиновые войны                                        | Kuang ye sheng si lian                        | Coco Xu Liuxin           |
| 1995 | ф | Кровный враг                                            | Da mao xian jia                               | Mona                     |
| 1994 | ф | Долгий извилистый путь                                  | Jin xiu qian cheng                            | Winnie Tsang             |
| 1994 | ф | Однажды в Китае 5                                       | Wong Fei Hung chi neung: Lung shing chim pa   | 13th Aunt                |
| 1994 | ф | Наложница великого завоевателя                          | Xi chu bawang                                 | Yu Ji                    |
| 1993 | ф | Волшебный журавль                                       | Xin xian he shen zhen                         | Butterfly Lam            |
| 1993 | ф | Конец пути                                              | Mo lu ying xiong                              | Chei's Wife              |
| 1993 | ф | Клинок ярости                                           | Yat do king sing                              | Ку Чик                   |
| 1993 | ф | Любовь – это сказка                                     | Jia ri qing wei le                            | Michelle                 |
| 1993 | ф | Нет больше любви, нет больше смерти                     | Tai Zi chuan shuo                             | Tracy Chan               |
| 1992 | ф | Однажды в Китае 3                                       | Wong Fei Hung III: Si wong jaang ba           | 13th Aunt                |
| 1992 | ф | Однажды в Китае 2                                       | Wong Fei Hung II: Nam yee tung chi keung      | 13th Aunt                |
| 1992 | ф | Легенда о фехтовальщике                                 | Siu ngo gong woo: Dung Fong Bat Bai           | Yam Ying Ying            |
| 1992 | ф | Жиголо и шлюха 2                                        | Wu nan qing wei liao                          | Sherin Chan              |
| 1992 | ф | Спаситель души 2                                        | Jiu er shen diao zhi: Chi xin qing chang jian | The Ice Woman            |
| 1992 | ф | Ребята — игроки                                         | Ji Boy xiao zi: Zhen jia wai long             | Kwan, Chi-Lam            |
| 1992 | ф | Жало                                                    | Hap sing                                      | Yvonne                   |
| 1992 | ф | С тобой или без тебя                                    | Ming yuet chiu Zim Dung                       | Tweedy                   |
| 1991 | ф | Вечеринка многочисленной семьи                          | Ho moon yeh yin                               | Gigi                     |
| 1991 | ф | Инспектор Розовый Дракон                                | San taam Ma Yue Lung                          | Julia                    |
| 1991 | ф | Однажды в Китае                                         | Wong Fei-Hung                                 | 13th Aunt                |
| 1991 | ф | Красавица-призрак                                       | Ngo lo poh ng si yan                          | Chia Chia                |
| 1991 | ф | Хитрый мозг                                             | Hun yin wu yu                                 | Lucy Ching               |
| 1991 | ф | Эта штука под названием любовь                          | Hun yin wu yu                                 | Janice                   |
| 1990 | ф | Клетка тигра 2                                          | Sai hak chin                                  | Mandy Chang              |
| 1990 | ф | Необъявленная война                                     | Sheng zhan feng yun                           | Ann Chang                |
| 1990 | ф | Фантазии деловых людей 2: Мимолетная встреча в Синдзюку | Cuo zai xin xiu                               | Wendy Wan                |
| 1990 | ф | Любовный укус                                           | Yi yao O.K.                                   | Anna                     |
| 1989 | ф | Прости меня                                             | Suet fong dik nui yan                         | Alice                    |
| 1989 | ф | Налётчики на казино                                     | Ji juen mo seung                              | Bo Bo                    |
| 1989 | ф | Гордость и доверие                                      | Ao qi xiong ying                              | Miss Tang                |
| 1989 | ф | Призрачная лихорадка                                    | Gui gou ren                                   | Pinkey                   |
| 1989 | ф | Мистер Мозг                                             | Xiao sa xian sheng                            | Mona Fong                |
| 1989 | ф | Последняя дуэль                                         | Joi hei fung wan                              | Pok Mei-Li / Chi Hau     |
| 1988 | ф | Сердцем к сердцу                                        | San ren shi jie                               | Peggy                    |
| 1988 | ф | Мое возмездие                                           | Huet yee tin si                               | Jane Li-Su               |
| 1988 | ф | Трое против всего мира                                  | Qun long duo bao                              | Fei-fan's first Daughter |
| 1988 | ф | Безумная компания 2                                     | Jui gaai suen yau chong ching kwan            | Niko                     |
| 1987 | ф | Проект А: Часть 2                                       | «A» gai wak 2                                 | Miss Pak                 |
| 1986 | ф | Доспехи Бога                                            | Lung hing foo dai                             | Lorelei                  |
| 1986 | ф | Экспресс миллионеров                                    | Foo gwai lip che                              | Chi                      |
| 1985 | ф | Мои счастливые звезды 2                                 | Xia ri fu xing                                | Wang Yi-Ching            |
| 1984 | ф | Долгая дорога к отваге                                  | You xia qing                                  | Mu Wan Er                |
| 1982 | ф | Охотник за головами                                     | Lie tou                                       | Vicky Lee                |